# Alte Donau (metropolitana di Vienna)
Alte Donau è una stazione della linea U1 della metropolitana di Vienna. Si trova nel 22º distretto (Donaustadt) nei pressi del Vecchio Danubio, un antico ramo del fiume trasformato in uno specchio d'acqua dopo gli interventi di sistemazione del XIX secolo. A partire dal XX secolo la zona è diventata un'area di svago.

## Descrizione
La stazione, sopraelevata, è entrata in servizio il 3 settembre 1982 con l'apertura del prolungamento della linea U1 tra le stazioni di Praterstern e Kagran. La stazione si trova sopra una diga artificiale e dà accesso direttamente alle rive del Vecchio Danubio. Ad est della stazione si trova una darsena per barche a vela. Nei pressi della stazione si trovano anche lo stabilimento balneare Bundesbad Alte Donau, la spiaggia Arbeiterinnenstrand, un centro sportivo delle Österreichische Bundesbahnen e diversi giardini.

## Ingressi
- Arbeiterstrandbadstrasse